# Aeroporto di Sandakan
L'Aeroporto di Sandakan (malese: Lapangan Terbang Sandakan) (IATA: SDK, ICAO: WBKS) è un aeroporto domestico malese situato sulla costa nord-orientale dell'isola del Borneo, a circa 10 chilometri a sud della città di Sandakan nello Stato federato di Sabah. La struttura è dotata di una pista di asfalto lunga 2133 m, l'altitudine è di 14 m, l'orientamento della pista è RWY 08-26. L'aeroporto è aperto al traffico commerciale e al traffico militare della Aeronautica Militare della Malaysia.